# Święcice (województwo małopolskie)
Święcice – wieś w Polsce położona w województwie małopolskim, w powiecie miechowskim, w gminie Słaboszów.
| SIMC    | Nazwa         | Rodzaj    |
| ------- | ------------- | --------- |
| 0268731 | Przymiarki    | część wsi |
| 0268748 | Święcice Małe | część wsi |

W latach 1975–1998 miejscowość położona była w województwie kieleckim.

## Zabytki
Obiekt wpisany do rejestru zabytków nieruchomych województwa małopolskiego.
- Zespół dworsko-parkowy.